# Anthony Michael Hall
Michael Anthony Thomas Charles Hall (ur. 14 kwietnia 1968 w West Roxbury) – amerykański aktor telewizyjny, teatralny i filmowy.

## Życiorys

### Życie Prywatne
Urodził się w West Roxbury w stanie Massachusetts, w rodzinie o włoskich i irlandzkich korzeniach. Jego rodzicami byli Mercedes Hall, aktorka i piosenkarka jazzowa, i Larry Hall. Ma siostrę Mary Christian. Obecnie mieszka w Playa del Rey. Jest właścicielem firmy producenckiej AMH Entertainment oraz perkusistą i piosenkarzem w zespole Hall of Mirrors. 

### Związki
Od 2008 do sierpnia 2013 był w związku z młodszą o dwadzieścia lat Trishą Paytas. 9 kwietnia 2019 podczas pobytu w Sycylii zaręczył się z słowacko-kanadyjską aktorką Lucią Oskerovą (ur. 3 grudnia 1990), z którą spotyka się od czerwca 2017. Para pobrała się w 2020. W lutym 2023 ogłosili, że spodziewają się pierwszego dziecka. Ich syn, Michael Anthony Hall II przyszedł na świat 2 czerwca 2023.

## Wybrana filmografia

### Filmy
- 1980: Złoty żuk (TV) jako młody Edgar Allan Poe
- 1982: Paczka sześciu jako Doc
- 1983: W krzywym zwierciadle: Wakacje jako Russell „Rusty” Griswold
- 1984: Szesnaście świeczek jako Geek
- 1985: Dziewczyna z komputera jako Gary
- 1985: Klub winowajców jako Brian Johnson
- 1990: Edward Nożycoręki jako Jim
- 1992: Śmierć w słońcu jako Tom Slade
- 1993: Szósty stopień oddalenia jako Trent Conway
- 1997: Ten pierwszy raz jako kierowca autobusu
- 1999: Piraci z Krzemowej Doliny (TV) jako Bill Gates
- 2002: Liczą się tylko Frankliny jako Lil J
- 2008: Mroczny rycerz jako Engel
- 2013: Śmierć w Tombstone jako Red
- 2014: Foxcatcher jako Jack
- 2017: Machina wojenna jako generał Greg Pulver

### Seriale TV
- 1985–1986: Saturday Night Live
- 1993: Opowieści z krypty jako Reggie Skulnick
- 1995: Nowojorscy gliniarze jako Hanson Riker
- 1996: Napisała: Morderstwo jako Les Franklin
- 1996: Dotyk anioła jako Thomas Prescott
- 1997: Diagnoza morderstwo jako dr Johnson
- 1998: Mroczne dziedzictwo jako John Griffin
- 1999: Dotyk anioła jako Thomas Prescott
- 1999: Kruk: Droga do nieba jako oficer Reid Truax
- 2002: Martwa Strefa jako Johnny Smith
- 2007: Ekipa w roli samego siebie
- 2009–2011: Community jako Mike
- 2010: CSI: Kryminalne zagadki Miami jako dr James Bradstone
- 2011: Zwykła/niezwykła rodzinka jako Roy Minor
- 2011: Magazyn 13 jako Walter Sykes
- 2011: Amerykański tata jako Tom (głos)
- 2013: Inna jako Pan Hart
- 2013: Świry jako Harris Trout
- 2015: Z Nation jako Gideon Gould
- 2015: Rosewood jako detektyw Willet
- 2016: Z premedytacją jako Paul Barnes
- 2016: Riverdale jako dyrektor Featherhead
- 2019: Amerykański tata - głos
- 2019: Agenci T.A.R.C.Z.Y. jako Mister Kitson

## Nagrody i nominacje
| Rok  | Nagroda            | Kategoria                              | Film                       | Inni wykonawcy                            | Rezultat  |
| ---- | ------------------ | -------------------------------------- | -------------------------- | ----------------------------------------- | --------- |
| 1985 | Young Artist Award | Najlepszy młody aktor                  | Szesnaście świeczek (1984) | –                                         | Wygrana   |
| 2003 | Saturn             | Najlepszy aktor w serialu telewizyjnym | Martwa strefa (2002)       | –                                         | Nominacja |
| 2005 | MTV Movie Award    | Srebrne wiadro doskonałości            | Klub winowajców (1985)     | Judd Nelson, Molly Ringwald i Ally Sheedy | Wygrana   |